# Made in Germany

Sonderbriefmarke der Deutschen Bundespost von 1988

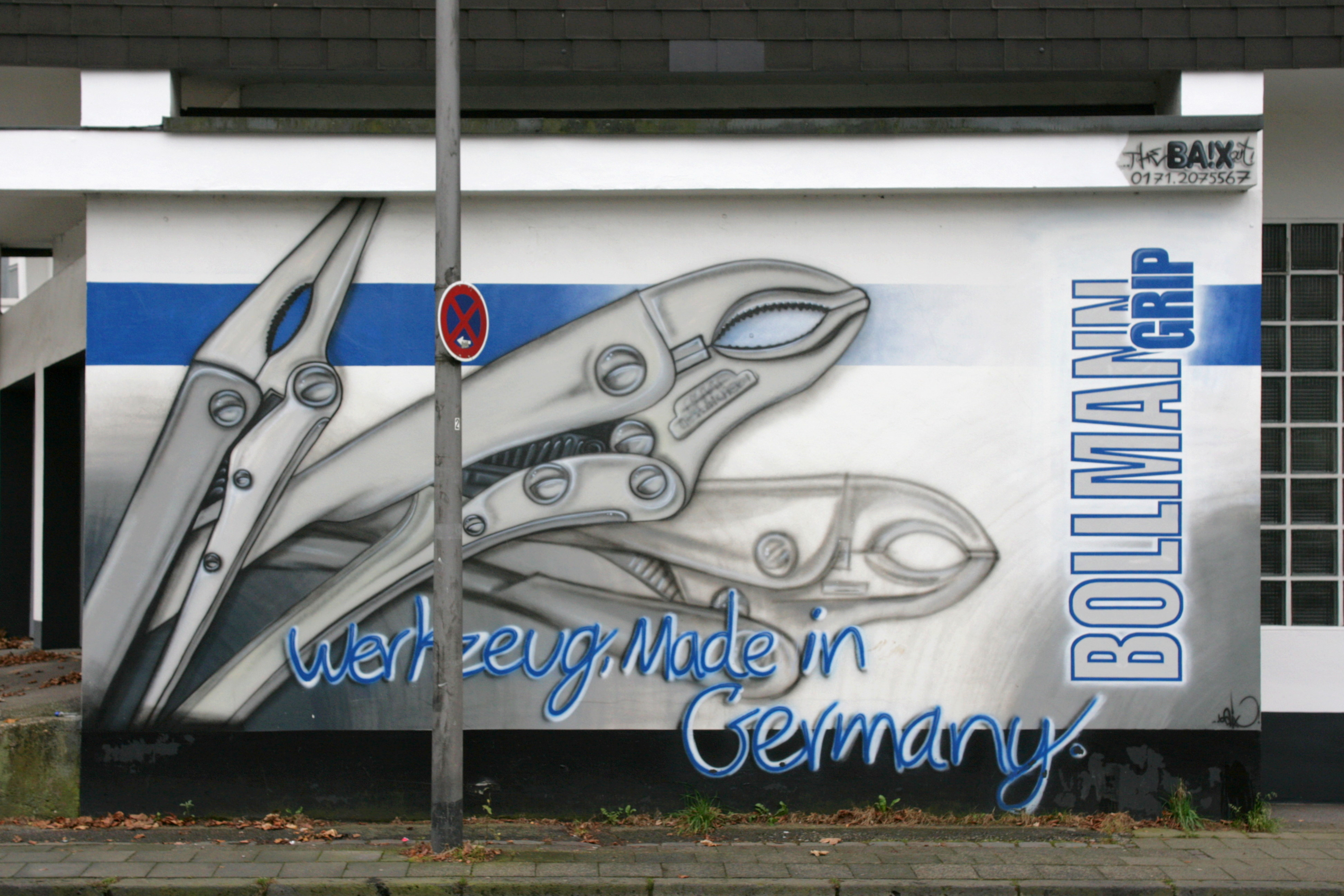
Werbung eines Werkzeugherstellers in Remscheid

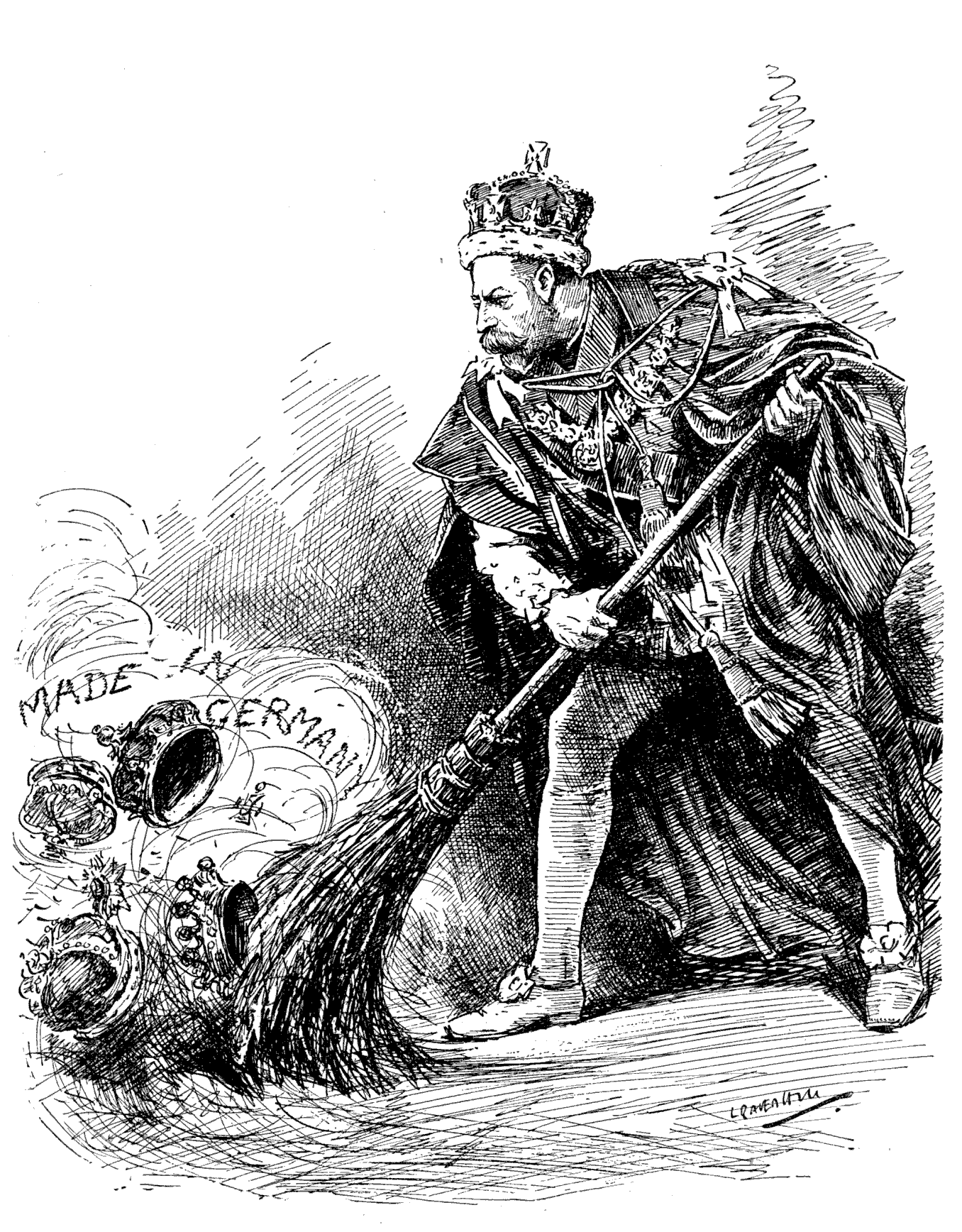
Cartoon im Punch am 27. Juni 1917 zur Umbenennung des britischen Königshauses von Sachsen-Coburg und Gotha zu Windsor. Im Bild erkennt man über den Kronen den Schriftzug „MADE IN GERMANY“.

Made in Germany (englisch für Hergestellt in Deutschland) ist eine Herkunftsbezeichnung. Ursprünglich Ende des 19. Jahrhunderts als Schutz vor vermeintlich billiger und minderwertiger Importware im  Vereinigten Königreich Großbritannien und Irland eingeführt, gilt die Bezeichnung heute in den Augen vieler Verbraucher als Gütesiegel. Gemäß einer internationalen Studie von 2017 genießt Made in Germany ein hohes internationales Ansehen und liegt auf Platz 1 von 52 Ländern des Made-in-Country-Index.
Bisher (2013) sind „Made in …“-Ursprungsbezeichnungen in der EU freiwillig. Auch sind die Hersteller relativ frei darin, ihre Erzeugnisse als „Made in Germany“ zu bezeichnen, obwohl sie zu einem großen Teil im Ausland gefertigt wurden.
Am 17. Oktober 2013 hat sich der Binnenmarktausschuss im Europäischen Parlament dafür ausgesprochen, Hersteller und Importeure von Produkten zur Angabe des Herkunftslandes zu verpflichten. Sie sollen sich dabei an den EU-Zollregeln orientieren; dies dürfte es vielen deutschen Unternehmen erschweren oder unmöglich machen, teilweise im Ausland gefertigte Produkte noch als „Made in Germany“ zu verkaufen.
Die EU-Kommission erwägt, den Zollkodex zu ändern. Dann wäre der größte wertsteigernde Teil des Herstellungsprozesses entscheidend – und der liegt bei vielen „Made in Germany“-Produkten zum Beispiel in China. In Kraft treten kann die geplante Änderung, wenn sich EU-Kommission und das Europäische Parlament auf eine gemeinsame Position geeinigt haben. Ob dies gelingt, bleibt abzuwarten.
Die Hersteller begründen die Verwendung des Gütesiegels „Made in Germany“ bei Produkten, die ganz oder teilweise im Ausland gefertigt werden mit Forschung, Design und Qualitätssicherung, die in Deutschland angesiedelt sind und deutschen Wertvorstellungen entsprechen.

## Geschichte
Als in der zweiten Hälfte des 19. Jahrhunderts auch in anderen europäischen Ländern die Industrialisierung einsetzte, nahmen die Exporte derselben in das Vereinigte Königreich Großbritannien und Irland zu. Diese importierten Waren waren von vermeintlich minderwertiger Qualität und bei manchen Produkten handelte es sich um Nachahmerprodukte und Plagiate. Einige dieser Produkte kamen aus Deutschland, sodass deutsche Waren bald einen schlechten Ruf hatten. Zum Beispiel fällte der deutsche Preisrichter Franz Reuleaux auf der Weltausstellung 1876 in Philadelphia das Werturteil: Deutsche Waren sind billig und schlecht.
Am 23. August 1887 beschloss das Parlament des Vereinigten Königreichs daher den Merchandise Marks Act 1887. Dieser schrieb vor, dass auf Waren unmissverständlich das Herkunftsland anzugeben sei. Importierte Ware wurde so für jedermann erkennbar. Ein Auslöser für diese Entwicklung waren unter anderem Waren aus Chemnitz auf der Weltausstellung London 1862; diese brachen erstmals die britische Dominanz im Maschinenbau. Beispielsweise bezeichnete das berühmte Jurymitglied Sir Joseph Whitworth die Maschinen von Johann von Zimmermann erstmals als „very good indeed“ („tatsächlich sehr gut“).
1891 wurde das „Madrider Abkommen über die Unterdrückung falscher Herkunftsangaben auf Waren“ vereinbart. Viele andere Staaten übernahmen damit diese Kennzeichnungsvorschrift.
Der Kommentar von Reuleaux löste eine enorme Qualitätsoffensive in Deutschland aus; viele deutsche Waren waren hinsichtlich der Qualität und/oder des Preis-Leistungs-Verhältnisses den jeweiligen britischen Produkten zunehmend überlegen. „Made in Germany“ wirkte bald wie ein Gütesiegel; die negativ gedachte Warenkennzeichnung bewirkte das Gegenteil. Für die spätere Entwicklung siehe auch Buy British. 
Nach dem Zweiten Weltkrieg wurde „Made in Germany“ zu einem Synonym für das Wirtschaftswunder. Durch die Exporterfolge der Bundesrepublik Deutschland (siehe Exportweltmeister) und im Zuge der Globalisierung wurde es weltweit bekannt. Produkte aus der DDR wurden wahlweise mit Made in GDR oder mit Made in Germany gekennzeichnet. Als Abgrenzung zu letzterem trugen Produkte aus der Bundesrepublik die Aufschrift Made in W. Germany.
Im Zeitalter der Globalisierung enthalten mehr Produkte als früher Teile (zum Beispiel Vorprodukte oder Zwischenprodukte) aus anderen Ländern. Ein bekanntes Beispiel ist die Autoproduktion: Große Hersteller wie Volkswagen erbringen etwa 30 bis 40 % der Wertschöpfung selbst; die übrigen 60 bis 70 % erbringen die Zulieferer; sie liefern zum Beispiel Sitze, Armaturenbretter oder ganze Frontpartien (siehe auch Fertigungstiefe).
Einige große Unternehmen verwenden in Marketing und Werbung Hinweise wie „Made by Mercedes-Benz“, „Made by BMW“, „designed in Germany“, „designed and developed in Germany“ oder „engineered in Germany“. Damit weisen sie implizit darauf hin, dass der Ort der Produktion weniger wichtig als früher (geworden) sei.
Derzeit können Produkte sogar dann noch mit „Made in Germany“ gekennzeichnet werden, wenn sie zu über 90 % im Ausland gefertigt wurden, solange nur die Endmontage in Deutschland erfolgt.
Neben Länderhinweisen (z. B. „Made in France“) gibt es auch „Made in EU“ für Hergestellt in der Europäischen Union. 

## Rechtliche Sicht

### DDR-Herkunftsbezeichnung

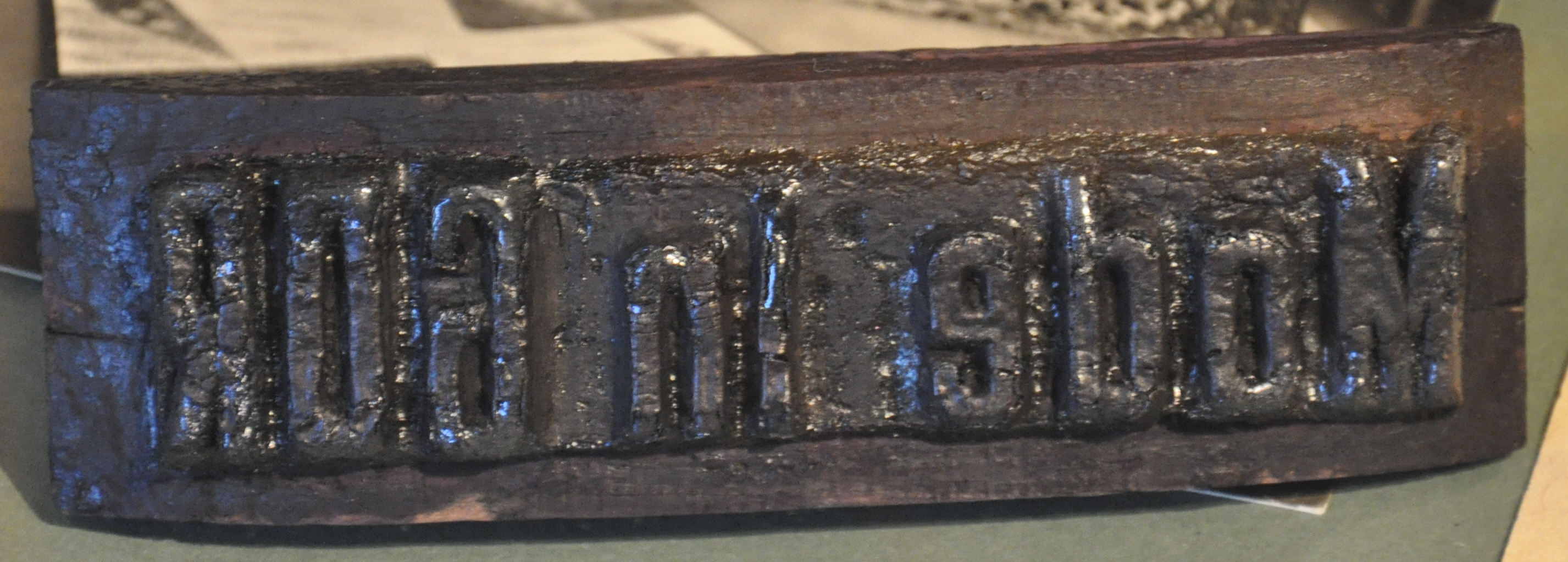
Stempel „Made in GDR“ zur Kennzeichnung von Teppichen des VEB Halbmond-Werke in Oelsnitz/Vogtl. (Teppich-Museum Oelsnitz)

Bemühungen aus der Wirtschaft der Bundesrepublik Deutschland, Waren aus der DDR die Kennzeichnung Made in Germany zu verwehren, scheiterten. Der Bundesgerichtshof sah darin – in seiner maßgeblichen Entscheidung im Jahr 1973 – keine unzulässige Irreführung. Im Urteil vom 23. März 1973 steht:

„Von einem deutschen Erzeugnis wird regelmäßig erwartet, dass es von einem deutschen Unternehmen in Deutschland hergestellt wird. Entscheidend ist, dass die Eigenschaften oder Bestandteile der Ware, die in den Augen des Publikums deren Wert ausmachen, auf einer deutschen Leistung beruhen.“ Zwar könne „der Umstand, daß nunmehr in der Bundesrepublik Deutschland sowohl aus der Bundesrepublik als auch aus der DDR stammende Waren mit der Bezeichnung 'Made in Germany' oder 'Germany' vertrieben werden, dazu führen …, daß der Abnehmer – falls nicht zusätzliche Angaben etwaige Zweifel ausschließen – darüber im Unklaren bleibt, aus welchem der beiden deutschen Staaten die Ware stammt, und er insoweit irrigen Vorstellungen unterliegt. Diese sich aus der politischen Spaltung des früheren Deutschen Reiches ergebende Gefahr fehlsamer Herkunftsvorstellungen ist hinzunehmen.“

Spätestens nach diesem Urteil setzte sich für Waren aus der Bundesrepublik die Kennzeichnung Made in West Germany oder Made in Western Germany (Hergestellt in Westdeutschland) allgemein durch. Für den Export bestimmte Waren aus der DDR wurden vermehrt Made in GDR (Abkürzung von German Democratic Republic, also Hergestellt in der DDR) gekennzeichnet, wie es bereits die Verordnung über die Kennzeichnung der Herkunft der Waren vom 7. Mai 1970 vorgesehen hatte.

### Irreführende Werbeaussage
Eine als Werbeversprechen gemachte Aussage muss einer gerichtlichen Überprüfung standhalten können. Dazu reicht es nach Ansicht mancher Experten bereits, wenn Einzelteile aus der ganzen Welt in Deutschland zusammengebaut werden. Andere Ansichten gehen dahin, dass mindestens 51 Prozent der verwendeten Teile aus Deutschland stammen müssen. Ein weiteres Kriterium ist, dass mindestens 45 Prozent der Wertschöpfung in Deutschland erbracht werden müssen.
Am 10. November 1995 entschied das Oberlandesgericht Stuttgart, dass …

„die Angabe von Germany im Sinne von Made in Germany irreführend ist, wenn zahlreiche wesentliche Teile eines Geräts aus dem Ausland stammen. Auch wenn einzelne Teile oder ganze Baugruppen eines industriellen Erzeugnisses im Ausland zugekauft wurden, darf das Erzeugnis die Bezeichnung Made in Germany tragen, sofern die Leistungen in Deutschland erbracht worden sind, die für jene Eigenschaft der Ware ausschlaggebend sind, die für die Wertschätzung des Verkehrs im Vordergrund stehen.“

Anhaltspunkte sind:
1. maßgebliche Herstellung der Ware in Deutschland
2. entscheidender Wertschöpfungsanteil durch Zusammenbau in Deutschland
3. maßgebliche Veredelung des Produkts in Deutschland

Das Urteil des Landgerichts Stuttgart aus dem Jahre 2002 zeigt eine Konkretisierung im UWG, dass eine Irreführung im Sinne des § 3 UWG in der Fassung 2004 vorliegt, wenn ein Multimedia-PC, wesentliche Bestandteile, wie zum Beispiel eine Grafikkarte, die Festplatte, das DVD-Rom Laufwerk, der Brenner und das Mainboard im Ausland gefertigt wurden und mit dem Hinweis geworben wird, es handele sich bei der Qualität um „Made in Germany“.

### Andere Länder
Einige Länder wie beispielsweise die Vereinigten Staaten mit ihrem 19 U.S.C.A. § 1304 „Marking of imported articles and containers“ verwenden sehr viel genauere und engere Legaldefinitionen.
- Auf der Ebene der Europäischen Union ist die Verwendung von Herkunftsbezeichnungen (Stand 2005) nicht umfassend durch Richtlinien geregelt.[14]

Der EuGH urteilte 1985, dass ein Gesetz des Vereinigten Königreichs, das Waren ohne ausreichende Herkunftsangabe von der Einfuhr ausschließt, geeignet ist, den Handel in der Gemeinschaft ungerechtfertigt zu behindern.

„Eine nationale Regelung, nach der der Einzelhandelsverkauf von bestimmten aus anderen Mitgliedsstaaten eingeführten Waren verboten ist, wenn diese nicht mit einer Ursprungskennzeichnung versehen sind oder diese ihnen nicht beigefügt ist, bewirkt eine Erhöhung der Herstellungskosten der eingeführten Waren und erschwert deren Absatz. Auch wenn sie unterschiedslos für einheimische wie für eingeführte Waren gilt, soll sie tatsächlich und ihrer Natur nach dem Verbraucher ermöglichen, zwischen diesen beiden Arten von Waren zu unterscheiden, was ihn veranlassen kann, den einheimischen Waren den Vorzug zu geben. Sie ist nicht wegen zwingender Erfordernisse des Verbraucherschutzes gerechtfertigt.“